# Gente sombra

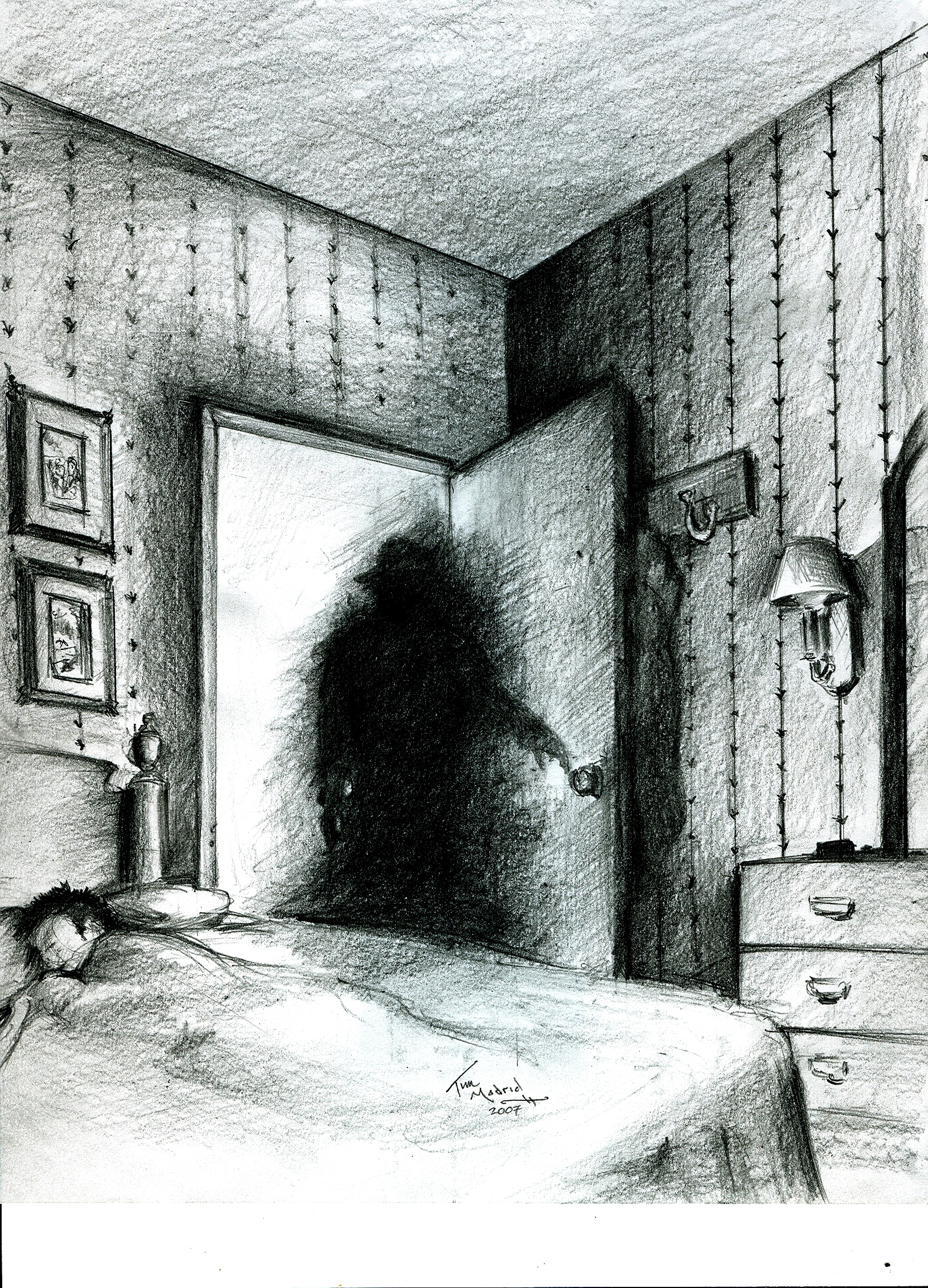
Impresión artística de una figura sombra.

La gente sombra, también conocida como figuras sombra, seres sombra o masa negra, son supuestas entidades primordiales o demonios primigenios. La investigadora paranormal Heidi Hollis ha expresado la creencia de que la gente sombra son entidades que pueden ser vistas cuando se tiene una parálisis del sueño, alucinaciones provocadas por circunstancias fisiológicas o psicológicas, uso y abuso de drogas estimulantes como la cocaína y la metanfetamina o efectos secundarios de medicaciones, y la interacción de agentes externos sobre el cuerpo humano.

## Historia
Cierta cantidad de religiones, leyendas y sistemas de creencias describen seres espirituales sombríos o entidades sobrenaturales como sombras del inframundo, y varias criaturas sombrías han sido por mucho tiempo un icono del folclore y las historias de fantasmas. Algunos dicen que la gente sombra son seres no humanos (demonios) que traen mala suerte a las personas perseguidas por la entidades federativas del estado por trafico de sustancias, se han dado numerosos reportes por parte de mineros. Otros creen que son las almas de personas  por su muerte. El ser fantasmal perturba a la persona en relación con el acto (la muerte de esta persona).
Varias enfermedades fisiológicas y psicológicas pueden dar cuenta de experiencias reportadas de personas sombra. Estas incluyen parálisis del sueño, ilusiones, o alucinaciones provocadas por circunstancias fisiológicas o psicológicas, uso y abuso de drogas estimulantes como la cocaína y la metanfetamina o efectos secundarios de medicaciones, y la interacción de agentes externos sobre el cuerpo humano. Otra razón que podría estar detrás de estas ilusiones es la privación de sueño, que puede conducir a alucinaciones.

## Folclore moderno
Las apariciones de Heidi Hollis en el show radial nocturno Coast to Coast AM ayudaron a popularizar las creencias modernas de la gente sombra. Hollis los describió como siluetas oscuras con formas humanas y perfiles que parpadean dentro y fuera de la visión periférica, y afirmó que hubo gente que reportó que ciertas figuras intentaron «saltar sobre su pecho y estrangularlas». Ella cree que estas sombras pueden ser repelidas usando «el nombre de Jesús».
Aunque participantes en foros en línea dedicados a temas paranormales y sobrenaturales las describen como amenazantes, entre otros creyentes y autores paranormales, no hay consenso de si la gente sombra es malvada, útil, o neutral, y algunos incluso suponen que la gente sombra pueden ser habitantes extradimensionales de otro universo. Algunos investigadores paranormales y autores como Chad Stambaugh afirman haber grabado imágenes de gente sombra en video.
La gente sombra apareció en dos episodios de la serie documental paranormal de ITV Extreme Ghost Stories, donde fue descrita como «masas negras».

## En la cultura popular
- En el episodio de The Twilight Zone "The Shadow Man", aparece un hombre sombra (interpretado por Jeff Calhoun) que nunca dañaría a nadie, y bajo cuya cama reside.
- En la película romántica de 1990 "Ghost la sombra del amor", la gente sombra aparece al morir los personajes antagonistas. En el filme son quienes están encargados de escoltar a los espíritus malignos hasta el inframundo.
- La gente sombra, descrita como "hombres sombra" ("Shadow Men"), aparecieron prominentemente en la novela de 2007 John Dies at the End.[11]
- La película de 2013 Shadow People presenta un estudio ficticio del sueño realizado en los años 1970 en el que pacientes reportaron ver intrusos sombríos en sus sueños antes de morir durmiendo. La película sigue a un locutor de radio e investigador para el CCPEEU que investiga la historia, y la película afirma estar "basada en eventos reales".[12]
- El cortometraje de 2012 The Captured Bird presenta cinco seres sobrenaturales que se parecen a la gente sombra.
- En el libro Animales Fantásticos y Donde Encontrarlos, del universo de Harry Potter, se describe una criatura llamada Lethifold, también conocida como "mortaja viviente", que es un ser que aparece como una sombra reptante con aspecto de capa, y ataca principalmente a personas dormidas o somnolientas, cubriéndolas con su cuerpo y ahogándolas hasta matarlas, para después consumirlas. También se explica que sólo puede ser repelido usando el  encantamiento Patronus.